# Parafia Matki Bożej Pocieszenia w Jodłówce
Parafia Matki Bożej Pocieszenia w Jodłówce – parafia rzymskokatolicka, znajdująca się w archidiecezji przemyskiej, w dekanacie Pruchnik. 

## Historia
W 1469 roku pojawiła się pierwsza wzmianka o Jodłówce. W 1780 roku w miejscu drewnianej kapliczki z cudownym obrazem Matki Bożej Pocieszenia, ks. Tomasz Brzezicki zbudował murowaną kaplicę, w której odprawiano msze święte dla pielgrzymów. W 1864 roku staraniem ks. Antoniego Gierada rozpoczęto budowę obecnego murowanego kościoła, który w 1871 roku został poświęcony pw. Matki Bożej Pocieszenia. 
W latach 1898–1908 przy kościele rezydował stały kapelan. W 1905 roku dekretem bpa Józefa Sebastiana Pelczara została erygowana ekspozytura, z wydzielonego terytorium parafii Pruchnik. 8 czerwca 1907 roku bp Józef Sebastian Pelczar dokonał konsekracji kościoła. Polichromię wykonał artysta Zygmunt Wiglusz.
Na terenie parafii jest 2061 wiernych (w tym: Jodłówka – 1219, Parcelacja Jodłowska – 327, Świebodna – 442, Wola Rzeplińska – 73).
Kapelanowie kościoła:
1898–1899. ks. Tomasz Kapinowski.
1899–1908. ks. Aleksander Pawłowski.
Proboszczowie parafii:
1908–1932.  ks. Aleksander Pawłowski.
1932–1938. ks. Ignacy Jarek.
1938–1975. ks. Franciszek Pelczar.
1975–1982. ks. Stanisław Mokrzycki.
1982–2014. ks. prał. Kazimierz Wójcikowski.
2014– nadal ks. Jerzy Jakubiec.

## Cudowny obraz
W 1680 roku na wzgórzu przy źródełku, do obrazu Matki Bożej Pocieszenia wiszącego na drzewie, uboga wdowa przyniosła dziecko pogryzione przez żmiję, prosząc o uzdrowienie i została wysłuchana. Od tego czasu rozpoczął się kult cudownego obrazu. Następnie dla cudownego obrazu, przy cudownym źródełku zbudowano drewnianą kapliczkę. W 1724 roku bp Jan Krzysztof Szembek podczas wizytacji parafii Pruchnik powołał komisję do zbadania kultu i cudów doznanych za pośrednictwem Obrazu Matki Bożej Pocieszenia. W 1731 roku bp Aleksander Fredro pozwolił na codzienne odprawianie mszy świętych dla pielgrzymów. 4 sierpnia 1774 roku papież Klemens XIV ustanowił dla kaplicy odpust zupełny. 
W 1932 roku rozpoczęto starania o koronację obrazu. 5 sierpnia 1946 roku dekretem bpa Franciszka Bardy uznano obraz jako „łaskami słynący”. 31 sierpnia 1975 roku Kardynał abp Karol Wojtyła dokonał koronacji obrazu. 21/22 października 1987 korony zostały skradzione. 2 czerwca 1991 roku Papież Jan Paweł II, dokonał w Rzeszowie rekoronacji obrazu.